# فریتس لاباند
فریتس لاباند (به آلمانی: Fritz Laband) بازیکن فوتبال و مدافع اهل آلمان است که از سال ۱۹۵۴ میلادی عضو تیم ملی فوتبال آلمان بوده‌است. وی در ۴ بازی ملی حضور داشته است و آخرین بازی ملی خود را در سال ۱۹۵۴ میلادی انجام داد. فریتس لاباند در بازی‌های ملی‌اش گلی به ثمر نرساند.